# Sergio Escudero Palomo
Sergio Escudero Palomo (Valladolid, 2 september 1989) is een Spaans voetballer die bij voorkeur als linksback speelt. Hij tekende in 2015 bij Sevilla FC, dat hem overnam van Getafe CF.

## Clubcarrière
Op 13 juni 2009 debuteerde Escudero voor Real Murcia in de Segunda División tegen UD Salamanca. In 2010 werd hij verkocht aan Schalke 04. Op 26 februari 2011 maakte hij zijn opwachting in de Bundesliga tegen FC Nürnberg. In juni 2013 keerde de linksachter terug naar Spanje, waar hij een vijfjarig contract tekende bij Getafe CF. Op 22 december 2013 maakte hij zijn eerste competitietreffer voor Getafe, tegen FC Barcelona. In twee seizoenen maakte Escudero vier doelpunten in negenenveertig competitieduels. In juli 2015 tekende hij een vierjarig contract bij Sevilla FC, dat hij in februari 2017 verlengde tot medio 2021.

## Erelijst
| Competitie         |               |                  |               |               |
| Competitie         | Aantal        | Jaren            |               |               |
| FC Schalke 04      | FC Schalke 04 | FC Schalke 04    | FC Schalke 04 | FC Schalke 04 |
| ------------------ | ------------- | ---------------- | ------------- | ------------- |
| DFB-Pokal          | 1x            | 2010/11          |               |               |
| DFL-Supercup       | 1x            | 2011             |               |               |
| Sevilla FC         |               |                  |               |               |
| UEFA Europa League | 2x            | 2015/16, 2019/20 |               |               |